# آبشار جاذبه
آبشار جاذبه (به انگلیسی: Gravity Falls) یک مجموعه پویانمایی تلویزیونی آمریکایی در ژانر معمایی است که توسط الکس هیرش برای شبکه دیزنی و دیزنی اکس‌دی ساخته شده است. این مجموعه ماجراجویی‌های دیپر پاینز (جیسون ریتر) و خواهر دوقلویش میبل (کریستین شال) را دنبال می‌کند که برای گذراندن تابستان با عمویشان استن (الکس هیرش) به آبشار جاذبه، اورگن فرستاده می‌شوند، یک شهر مرموز پر از حوادث فراهنجار و فراطبیعی است. بچه‌ها به استن کمک می‌کنند تا «کلبه اسرارآمیز»، تله‌ای توریستی که صاحب آن است را اداره کند و در عین حال در مورد اسرار محلی نیز تحقیق می‌کند.
این سریال در تاریخ ۱۵ ژوئن ۲۰۱۳ آغاز به کار کرد و تا تاریخ ۱۵ فوریه ۲۰۱۶ به پخش خود ادامه داد. در ۲۰ نوامبر ۲۰۱۵، هیرش اعلام کرد که این سریال با فصل دوم خود به پایان خواهد رسید و گفت که این تصمیم «۱۰۰٪ انتخاب خود او» بوده و «برنامه لغو نشده است – بلکه به پایان خود می‌رسد» و به نتیجه‌گیری مورد نظر خود نزدیک می‌شود. این سریال در ۱۵ فوریه ۲۰۱۶ با یک قسمت پایانی یک ساعته به نام «ویردماگدون ۳: پس گرفتن آبشارها» به پایان رسید. هیرش بعداً بیان کرد که او همچنان به ادامه سریال با قسمت‌های اضافی یا ویژه‌ها باز است، و داستان در قالب نوشته در نسخه ۲۰۱۶ از جورنال ۳، کتاب کمیک ۲۰۱۸ به نام آبشار جاذبه: افسانه‌های گمشده و رمان متمرکز بر بزرگسالان به نام کتاب بیل در سال ۲۰۲۴ ادامه پیدا کرد.
آبشار جاذبه با استقبال منتقدان مواجه شد و از نوشتار، شخصیت‌ها، صدای شخصیت‌ها، انیمیشن، شوخی و جذابیت چندنسلی آن تمجید شد. این سریال دو جایزه امی، سه جایزه آنی و یک جایزه کودکان بفتا را به‌دست آورد و جوایز و نامزدی‌های متعددی دیگر نیز داشت. آبشار جاذبه در طول دوران پخش خود بین کودکان، نوجوانان و جوانان بیننده‌های بالایی جذب کرد و در سال ۲۰۱۵ و اوایل ۲۰۱۶، بالاترین رتبه‌بندی برنامه دیزنی اکس‌دی بود، در حالی که چندین رکورد بیننده برای شبکه ثبت کرد. این سریال فندومی وسیع و پرشور را جذب کرده و به‌عنوان تأثیری برای بسیاری از برنامه‌های انیمیشنی که بعد از آن آمدند، شناخته می‌شود، و محصولات رسمی متنوعی را نیز به دنبال دارد.

## فرضیه
در طول تعطیلات تابستانی خود، دوقلوهای ۱۲ ساله، دیپر و میبل پاینز، از خانه‌شان در پیدمانت، کالیفرنیا، به شهر خیالی آبشار جاذبه، شهرستان رودکیل، اورگن فرستاده می‌شوند تا تابستان را با عموی بزرگشان، استنلی پاینز (که معمولاً به گرانکل استن معروف است) بگذرانند، کسی که یک تله گردشگری به نام «کلبه رمز و راز»(یا معما کده ی شک) را اداره می‌کند. در این شهر کوچک، اوضاع آن‌طور که به نظر می‌رسد نیست و با کمک یک دفترچه مرموز که دیپر در جنگل پیدا می‌کند، آنها هر روز شروع به کشف رمز و رازهای شهر می‌کنند. با وجود وندی کوردوروی، کارمند صندوق‌داری «کلبه رمز و راز»؛ سوس رامیرز، دوست دیپر و میبل و فرد تعمیرکار گرانکل استن؛ و همچنین یک مجموعه دیگر از شخصیت‌ها، دیپر و میبل همیشه روزی جذاب و هیجان‌انگیز را انتظار می‌کشند.

## صداپیشه‌ها

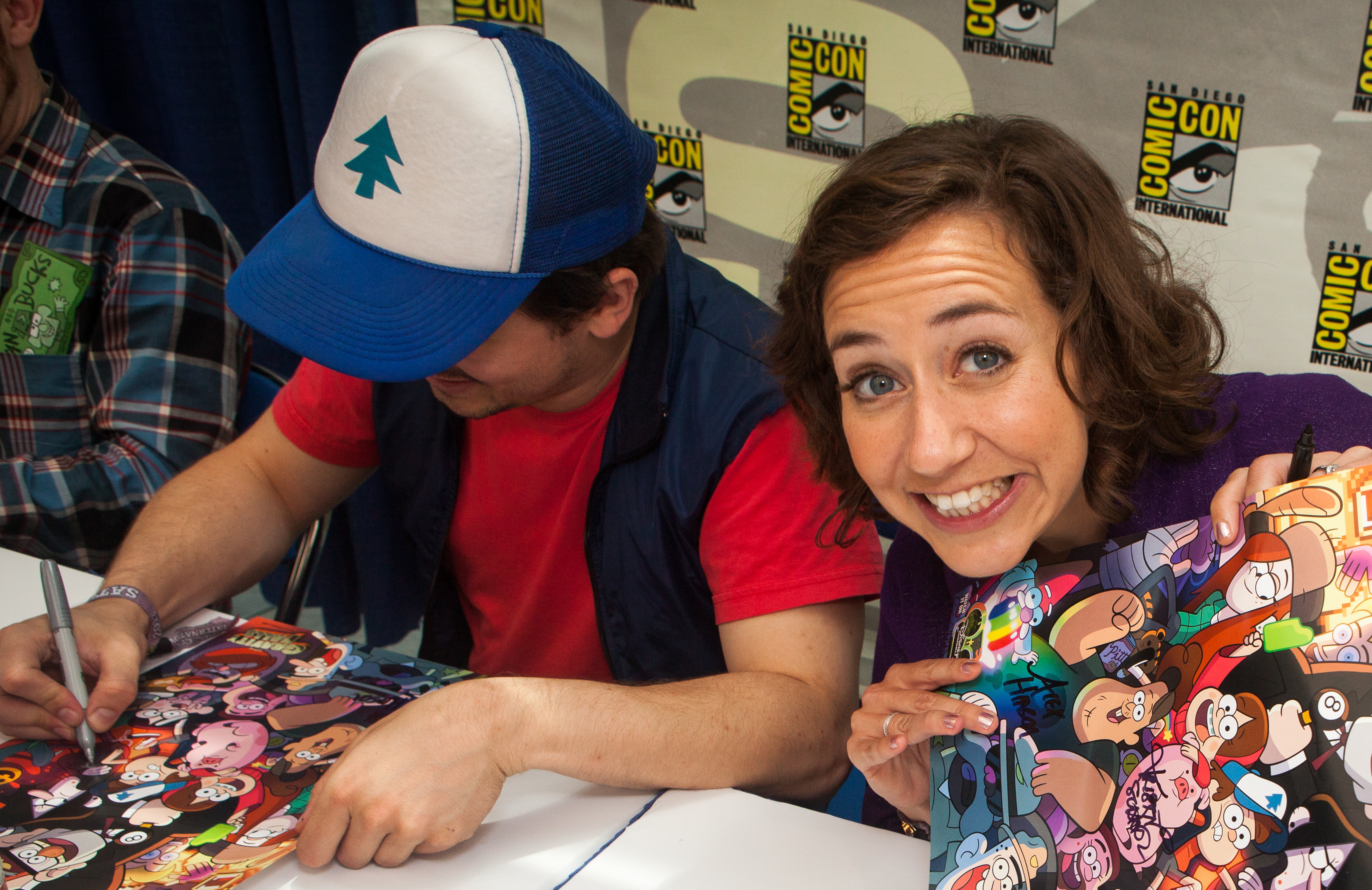
جیسون ریتر و کریستین شال در کامیک-کان سن دیگو در ۲۰۱۳

- جیسون ریتر در نقش دیپر پاینز، برادر دوقلوی ۱۲ ساله میبل پاینز و مردی مستقیم به شیطنت‌های خواهرش.[۱۸]
- کریستین شال در نقش میبل پاینز، خواهر دوقلوی ۱۲ ساله بیش‌فعال ، کیوت ، شیطون و سرگرم‌کننده دیپر پاینز.[۱۸]
- الکس هیرش در نقش: استنلی پاینز (همچنین شناخته شده به عنوان «گرانکل استن») عموی دوقلوی فورد، حریص، بدخلق و در عین حال دوست‌داشتنی و بامزه دیپر و میبل پاینز و صاحب کلبه رمز و راز(معما کده ی شک).
  - جیزز «سوز» رامیزر، نوکر در کلبه رمز و راز(معماکده ی شک).[۱۹]
  - بیل سایفر، با نام واقعی ویلیام سایفر،شیطانی بین‌بعدی که می‌تواند احضار شود و در ذهن فرد آزاد شود. او شبیه یک مثلث زرد تک چشم است که ظاهراً شبیه چشم جهان‌بین است که یک کلاه به سر می‌گذارد و پاپیون می بندد. او نقش آنتاگونیست اصلی سریال را برعهده دارد.
- لیندا کاردلینی در نقش وندی کوردورو، یک صندوق‌دار ۱۵ ساله پاره وقت در کلبه رمز و راز(معماکده ی شک)، که دیپر به او علاقه دارد.[۸]
- جی. کی. سیمونز (فصل ۲) در نقش استنفورد پاینز، معروف به شیش انگشتی و عمو فورد، برادر دوقلوی همسان استنلی و نویسنده ژورنال(جورنال) ها.[۹]

## تولید

### مفهوم

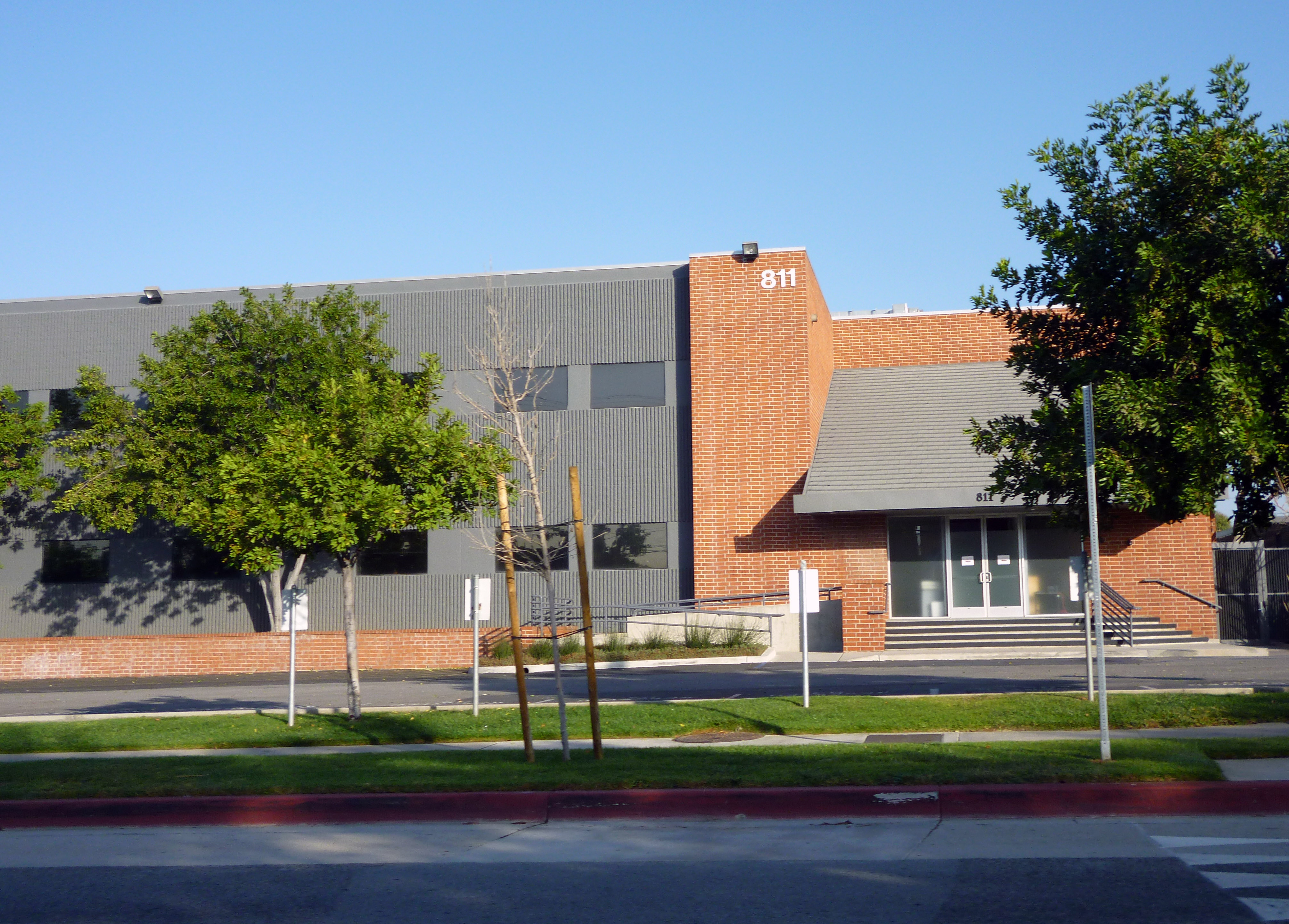
دفاتر اصلی تولید آبشار جاذبه در انیمیشن تلویزیونی دیزنی در گلندیل، کالیفرنیا قرار داشت.

خالق سریال الکس هیرش در کامیک-کان سن دیگو در ۲۰۱۳

قبل از کار بر روی این سریال، الهام اصلی الکس هیرش، خالق سریال، کمدی موقعیت انیمیشنی محبوب سیمپسون‌ها بود. او متوجه شد که «انیمیشن می‌تواند خنده‌دارتر از فیلم‌های زنده باشد. انیمیشن فقط برای کودکان نیست. بلکه می‌تواند طنزآمیز و مشاهداتی باشد و بر مبنای تعامل شخصیت‌ها قرار گیرد». هیرش از موسسه هنرهای کالیفرنیا فارغ‌التحصیل شد و به عنوان نویسنده و هنرمند استوری‌برد برای سریال ماجراهای شگفت‌انگیز فلپ‌جک در کارتون نت‌ورک استخدام شد، جایی که او با پندلتن وارد، خالق وقت ماجراجویی، همکاری کرد. پس از آن، او به توسعه مشترک سریال انیمیشنی قلاب‌های ماهی برای شبکه دیزنی پرداخت. او کمی قبل از ارائه طرح آبشار جاذبه به این شبکه، اقدام کرد که این طرح پس از آن تأیید شد.
هیرش گفته است که در موسسه هنرهای کالیفرنیا بود که پیشنهاد اجرایی جفری کاتزنبرگ از دریم‌ورکس انیمیشن را رد کرد، زیرا او می‌خواست برای دیزنی کار کند. او اولین بار مفهوم این سریال را در یک فیلم دانشجویی ۱۱ دقیقه‌ای با بودجه کم که در این مؤسسه ساخته بود، مطرح کرد. هیرش برای ارائه طرحی به دیزنی‌چنل فراخوانده شد که بر اساس همان قسمت آزمایشی کوتاه بود. شبکه دیزنی این ایده را خرید و سریال در تاریخ ۱۵ ژوئن ۲۰۱۲ نخستین بار پخش شد.
این سریال از تجربیات دوران کودکی هیرش و رابطه‌اش با خواهر دوقلویش در تعطیلات تابستانی‌شان الهام گرفته شده است، از جمله جاذبه‌های جاده‌ای مانند نقطه مرموز و ورتکس اورگن و تابلوهای راهنمایی برای شهری به نام بورینگ. او بسیاری از تجربیات واقعی خود را در سریال گنجانده، مانند زندگی در پیدمونت و جمع‌آوری شکلات با خواهرش به عنوان بچه‌ها. دیپر بر اساس خاطرات هیرش از دوران کودکی‌اش شکل گرفته است. وقتی هیرش در سن دیپر بود، «خودش را ضبط می‌کرد و آن را برعکس پخش می‌کرد و سعی می‌کرد تا پشت سر هم صحبت کند». هیرش خودش را به عنوان «آن بچه عصبی که همیشه ۱۶ دوربین یک بار مصرف با خود می‌برد» توصیف کرد. میبل پاینز نیز الهام‌گرفته از خواهر دوقلویش، آریل هیرش، است. به گفته الکس هیرش، مانند میبل، خواهرش «واقعاً ژاکت‌های عجیب و غریب می‌پوشید و هر هفته دل با یک نابخرد مختلف داشت». در این سریال، میبل یک خوک خانگی به عنوان حیوان خانگی خود به دست می‌آورد، درست مانند خواهرش که همیشه آرزو داشت وقتی بچه بود یک خوک داشته باشد. گرانکل استن نیز از پدربزرگ هیرش، استن، الهام گرفته شده، که به گفته هیرش «کسی بود که داستان‌های افسانه‌ای می‌گفت و به طور مکرر ما را به شوخی می‌گرفت تا ما را ناراحت کند. بنابراین، خانواده‌ام واقعاً به شخصیت‌های این نمایش الهام بخشیدند.»

### نوشتن
در یک مصاحبه با اوه مای دیزنی، هیرش ادعا کرد که از ابتدا داستان آبشار جاذبه را با شروع، میانه و پایان مشخصی برنامه‌ریزی کرده بود، زمانی که اولین بار این سریال را پیشنهاد داد. او در ابتدا فکر می‌کرد که این سریال «دو یا سه فصل» خواهد داشت. با این حال، هیرش یک سریال تلویزیونی ساخته بود و بعد از تجربه «بسیار خسته‌کننده» آن، در ابتدا می‌خواست پس از فصل اول سریال را به پایان برساند و نهایتاً با یک پایان نفس‌گیر خاتمه دهد. پس از اینکه این سریال پخش شد و به یک موفقیت تجاری بزرگ تبدیل شد، هیرش شروع به تجدید نظر تصمیم خود کرد. دو نفر او را متقاعد کردند که به فصل دوم برگردد: جان استوارت، مجری سابق نمایش روزانه (و در نهایت بازیگر مهمان آبشار جاذبه)، که به هیرش گفت بچه‌هایش این برنامه را دوست دارند، و پاتریک مک‌هیل، که سریال انیمیشنی آنسوی دیوار باغ را خلق کرده بود. مک‌هیل به تماشای سریال پرداخته و به او گفت: «ببین، بعد از پایان نفس‌گیر، باید تمامش کنی.» هیرش تصمیم گرفت که حدود ده قسمت دیگر در خود دارد، بنابراین به شبکه رفت، که گفت: «ما فقط فصل‌ها را به تعداد بیست می‌گیریم.» سپس او گفت: «خیلی خوب، یک فصل دیگر، ... قبل از شروع فصل دوم، در قرارداد من نوشته شده بود، قبل از اینکه قلم را به کاغذ بزنم، که این آخرین فصل من است.» استودیو موافقت کرد، به شرط اینکه هیرش نتواند به کسی بگوید. به همین دلیل، جیسون ریتر، که صداپیشگی دیپر را بر عهده دارد، تا بعد از خواندن فیلمنامه پایانی نمی‌دانست که سریال در حال پایان یافتن است و ادعا کرد: «وقتی قسمت پایانی را خواندم، فکر کردم این احساس می‌شود که نه فقط پایان فصل. بلکه این احساس می‌شود که یک پایان سریالی است.»
هیرش در مصاحبه‌ای با ای.وی. کلاب توضیح داد که در طول تولید فصل اول، یک قسمت معمولی در اتاقی که مخصوص نویسندگان بود، طراحی می‌شد. در این مرحله، یک خلاصه ساده ارائه می‌شد و از آنجا به بعد، ساختار دراماتیک تعریف می‌شد و خط داستانی تغییر می‌کرد تا شامل یک داستان فرعی متکی به شخصیت‌ها شود. هیرش این روند را «سخت‌ترین چیز ... برای یافتن یک داستان شخصیت که واقعاً تنش را کشف کند، بررسی کند یا پیش ببرد–در مورد چیزی که شخصیت‌های ما به آن اهمیت می‌دهند–که به‌طور مناسب از طریق جادو یا هیولا یا غیرممکنی هفته بررسی می‌شود» توصیف کرد.
داستان‌های ای و بی طراحی شدند و به یک نویسنده واگذار شد تا یک اوت‌لاین تولید کند، که سپس توسط هیرش برای بازخورد بررسی شد. نویسنده بر اساس این ویرایش‌ها پیش‌نویسی تولید کرد که ممکن بود در آن نکات بیشتری ارائه شده باشد. هیرش بیان کرد که او و مدیر نوآوری، مایک ریاندا، ممکن است شخصاً یک پیش‌نویس برای خودشان ایجاد کرده باشند قبل از اینکه یک فیلمنامه نهایی تولید شود. در این مرحله، گفتگوهای پیش‌نویس دریافتی از نویسنده به طور قابل توجهی ویرایش شد. هیرش به این نکته اشاره کرد که فرآیند ویرایش «به هیچ وجه به اعتبار نویسندگان ما آسیب نمی‌زند—تنها این است که ما یک دیدگاه بسیار خاص داریم.» به‌ویژه، او معمولاً تقریباً تمام دیالوگ‌های دیپر و اکثر دیالوگ‌های میبل را بازنویسی می‌کند، به این دلیل که آنها را در ذهن دارد. هیرش و مایک معمولاً حدود ۲۴ ساعت قبل از تحویل هر فیلمنامه بیدار می‌مانند. آن‌ها آخر هفته را با کار کردن در شب، نوشیدن رد بول و خوابیدن روی مبل در شیفت‌های مختلف می‌گذرانند و حتی ممکن است یکدیگر را به شوخی بزنند تا به تمرکز خود ادامه دهند.

### انیمیشن
بعد از اینکه یک فیلمنامه تحویل داده شد، یک قسمت به یک استوری‌برد تبدیل شد، جایی که بازخوردهایی از هیرش به هنرمندان استوری‌برد داده می‌شد در صورتی که یک عنصر خاص، مانند یک شوخی، به خوبی کار نمی‌کرد. پس از آن، یک پیشنهاد برای قسمت به شبکه ارائه می‌شد، جایی که آنها یک خوانش انجام می‌دادند و سپس قسمت یا توسط شبکه تأیید می‌شد یا در زمان کمی که قبل از اینکه یک استودیو انیمیشن چیزی برای کار دریافت کند، دوباره طراحی می‌شد. این سریال توسط روف درافت کره و تولیدات یریم انیمیشن‌سازی شد. هر زمان که یک صحنه به قدری مهم تلقی می‌شد که بخواهد به استودیوهای انیمیشن خارجی سپرده شود، توسط هنرمند و ناظر استوری‌برد، دنا تریس، به صورت داخلی انیمیشن‌سازی می‌شد.

## پخش

### پخش اولیه
دوازده قسمت اول آبشار جاذبه از اواسط سال ۲۰۱۲ در یک زمان‌بندی هفتگی منظم در شبکه دیزنی پخش شدند، اما قسمت‌های بعدی با همین نظم پخش نشدند؛ پخش هشت قسمت باقی‌مانده از فصل اول تا اوت ۲۰۱۳ به طول انجامید. فصل دوم یک سال بعد، در اوت ۲۰۱۴، آغاز به پخش کرد و به دیزنی اکس‌دی منتقل شد، اما باز هم با عدم نظم مشخص در زمان پخش قسمت‌های جدید مواجه بود. نه قسمت اول از اوت تا نوامبر ۲۰۱۴ پخش شدند، دو قسمت بعدی در فوریه و مارس ۲۰۱۵، و هشت قسمت بعدی از ژوئیه تا نوامبر ۲۰۱۵ پخش شدند و قسمت پایانی نیز در ۱۵ فوریه ۲۰۱۶ به نمایش درآمد. بر اساس گفته دیزنی اکس‌دی، از آنجا که هر قسمت حدود شش ماه برای تکمیل زمان می‌برد، آن‌ها از انباشتن قسمت‌ها برای پخش هفتگی خودداری کردند و به جای آن از ویژگی داستانی پیوسته سریال بهره بردند و هر قسمت را پس از اتمام پخش کردند و آن را به عنوان یک رویداد مهم معرفی کردند. در تاریخ ۲ آوریل ۲۰۱۸، پخش مجدد این سریال در شبکه دیزنی آغاز شد، اگرچه پخش مجدد آن هنوز هم در دیزنی اکس‌دی ادامه دارد.

### پخش بین‌المللی
این سریال از تاریخ ۱ سپتامبر ۲۰۱۵ در شبکه دیزنی کانادا آغاز به پخش کرد، پس از اینکه کوروس انترتینمنت حقوق پخش شبکه دیزنی را در کانادا به دست آورد. در کانادا، این برنامه از تاریخ ۱ دسامبر ۲۰۱۵ در دیزنی اکس‌دی به نمایش درآمد، پس از راه‌اندازی دیزنی اکس‌دی. این سریال در بریتانیا و ایرلند از تاریخ ۲۰ ژوئیه ۲۰۱۲ به عنوان یک پیش‌نمایش پخش شد و به‌طور رسمی در ۷ سپتامبر ۲۰۱۲ آغاز به کار کرد. در استرالیا و نیوزیلند نیز این سریال از تاریخ ۱۷ اوت ۲۰۱۲ پیش‌نمایش شد و در ۲۴ سپتامبر ۲۰۱۲ به‌طور رسمی پخش را آغاز کرد. همچنین، این برنامه در آسیای جنوب شرقی در تاریخ ۲۷ اکتبر ۲۰۱۲ به نمایش درآمد. در هند، این سریال در تاریخ ۱۶ سپتامبر ۲۰۱۳ به روی آنتن رفت، و در منطقه خاورمیانه، پیش‌نمایش آن در تاریخ ۱۹ اکتبر ۲۰۱۲ و پخش رسمی در ۱۰ نوامبر ۲۰۱۲ آغاز شد.
پیش‌نمایش سریال در کانادا در تاریخ ۱۵ ژوئن ۲۰۱۲ عرضه شد و در تاریخ ۶ ژوئیه ۲۰۱۲ در شبکه فمیلی به روی آنتن رفت. این برنامه تا ژانویه ۲۰۱۶ ادامه داشت و سپس به کانال محلی دیزنی اکس‌دی منتقل شد، پس از اینکه کوروس انترتینمنت حقوق پخش کانال دیزنی را از مالک شبکه فمیلی، دی‌اچ‌ایکس مدیا، به دست آورد. در استرالیا، این سریال از دیزنی اکس‌دی و همچنین شبکه سون‌میت پخش می‌شود. در شیلی، این برنامه در تاریخ ۲۴ نوامبر ۲۰۱۳ از کانال ۱۳ تحت بلوک برنامه‌ریزی کوباکس پخش شد. در فیلیپین، این سریال از تاریخ ۴ مه ۲۰۱۴ در تی‌وی ۵ نمایش داده شد و در برزیل نیز از تاریخ ۱۰ مه ۲۰۱۴ بر روی ردی گلوبو آغاز به پخش کرده است. در اندونزی، این برنامه در تاریخ ۱۷ اوت ۲۰۱۴ از آرسی‌تی‌آی به نمایش درآمد.

### ویرایش‌های پخش
نماد روی فینه گرانکل استن طی پخش فصل اول از یک شکل هلالی که شبیه هلال اسلامی بود، به نمادی شبیه به ماهی تغییر یافت. این نماد نمایانگر عضویت او در سازمان سلطنتی ماهی مقدس است. زمانی که سریال در دیزنی پلاس منتشر شد، نماد هلال به‌طور کامل حذف شد و در قسمت‌های اولیه فینه بدون نماد باقی ماند؛ در حالی که قسمت‌های بعدی که شامل نماد ماهی‌مانند بودند، بدون تغییر باقی ماندند. با این حال، نماد هلال هنوز در تصاویر بند انگشتی و همچنین در چرخ زودیاک در تیتراژ وجود دارد. الکس هیرش، خالق سریال، به این تغییر در توییتر اشاره کرد و دیزنی هیچ نظری در مورد دلیل حذف آن ارائه نکرد. مدتی بعد، نماد روی فینه دوباره به حالت قبلی بازگردانده شد.
در سال ۲۰۱۷، شبکه دیزنی نقش کوچکی از لوئی سی.کی. به عنوان «هیولای عرق‌ریزان یک‌دست هولناک» در قسمت «ویردماگدون پارت ۱» (۲۰۱۵) و همچنین قسمت پیرو آن در ۲۰۱۶ و فینال سریال «ویردماگدون ۳: پس گرفتن آبشارها» را دوباره دوبلاژ کرد، پس از اعتراف کمدین به رفتارهای جنسی ناپسند. اکنون، الکس هیرش به عنوان صداپیشه این شخصیت معتبر شده است.

## آینده
در تاریخ ۱۴ ژوئیه ۲۰۱۷، الکس هیرش فاش کرد که او و دیزنی در مورد ساخت یک فیلم از آبشار جاذبه صحبت کرده‌اند. با این حال، دیزنی در نهایت از این پروژه گذشت، زیرا استودیو احساس می‌کرد که این نمایش «به اندازه کافی بزرگ نیست تا نیاز به فیلم داشته باشد»؛ هیرش بیان کرد که هنوز به این ایده علاقه‌مند است. در فوریه ۲۰۱۸، در دومین سالگرد پایان سریال، هیرش از یک سایفر استفاده کرد تا اعلام کند آبشار جاذبه: افسانه‌های گمشده، که ادامه داستان آبشار جاذبه در یک رمان گرافیکی جدید بود که در نهایت در ۲۴ ژوئیه ۲۰۱۸ منتشر شد، در یک مصاحبه با اینورس در مارس ۲۰۲۱، هیرش ابراز علاقه کرد که داستان آبشار جاذبه را در قالب یک بازی ویدیویی ادامه دهد که «واقعاً عمیق به افسانه‌های سریال مربوط می‌شود و شامل مفاهیم جدیدی است که در حاشیه سریال وجود داشته‌اند». در ژوئن ۲۰۲۴، مریدیت رابرتس، معاون رئیس تلویزیون دیزنی، فاش کرد که آنها در حال صحبت با هرش در مورد این نمایش هستند و افزود «هرگز نمی‌توان گفت هرگز».